# Genocid
Genocidul (termen creat în 1944 de juristul polonez Raphael Lemkin pentru a denumi „practica exterminării națiunilor și a grupurilor etnice”) reprezintă exterminarea intenționată (deliberată) a unei comunități (a unor grupuri) naționale, etnice, rasiale sau religioase, constituind o crimă împotriva umanității.
Adunarea generală a Organizației Națiunilor Unite, prin Rezoluția sa 96 (I) din 11 decembrie 1946, a declarat că genocidul este o crimă la adresa dreptului ginților, în contradicție cu spiritul și scopurile Națiunilor Unite și pe care lumea civilizată îl condamnă.
În Convenția pentru prevenirea și reprimarea crimei de genocid, genocidul se referă la oricare dintre actele de mai jos, comise cu intenția de a distruge, în totalitate sau numai în parte, un grup național, etnic, rasial sau religios, cum ar fi:
- a) omorârea membrilor unui grup;
- b) atingerea gravă a integrității fizice sau mentale a membrilor unui grup;
- c) supunerea intenționată a grupului la condiții de existență care antrenează distrugerea fizică totală sau parțială;
- d) măsuri care vizează scăderea natalității în sensul grupului;
- e) transferarea forțată a copiilor dintr-un grup într-altul.

În consecință, vor fi pedepsite următoarele acte:
- a) genocidul;
- b) înțelegerea în vederea comiterii genocidului;
- c) incitarea directă și publică la comiterea unui genocid;
- d) tentativa de genocid;
- e) complicitatea la genocid.

Persoanele care au comis genocid sau unul dintre actele enumerate mai sus vor fi pedepsite indiferent că sunt conducători, funcționari sau particulari.
Genocidul este incriminat în articolul 438 Cod Penal fiind pedepsit cu detențiune pe viață sau cu închisoare de la 15 la 25 de ani și interzicerea exercitării unor drepturi. Tot articolul 438 dispune că în cazul în care genocidul este săvârșit în timp de război pedeapsa este detențiunea pe viață.